# Vöröstó
Vöröstó [vereštó] je obec v Maďarsku v župě Veszprém, spadající pod okres Veszprém. Nachází se asi 20 km jihozápadně od Veszprému. V roce 2015 zde žilo 81 obyvatel. Dle údajů z roku 2011 tvoří 91,4 % obyvatelstva Maďaři a 37 % Němci, přičemž 6,2 % obyvatel se ke své národnosti nevyjádřilo. Název znamená červené jezero.

## Sousední obce
| Růžice kompasu |         | Nagyvázsony |         | Růžice kompasu |
| Růžice kompasu |         | Sever       | Barnag  | Růžice kompasu |
| Růžice kompasu | Vöröstó |             | Barnag  | Růžice kompasu |
| Růžice kompasu | Jih     |             | Barnag  | Růžice kompasu |
| Růžice kompasu |         | Mencshely   | Pécsely | Růžice kompasu |